# Piotr i Paweł
Piotr i Paweł war eine polnische auf Feinkost spezialisierte Supermarktkette, die ihren Sitz in Posen hatte. Sie wurde 1990 gegründet von Eleonora Woś und ihren Söhnen, Piotr und Paweł.

## Geschichte

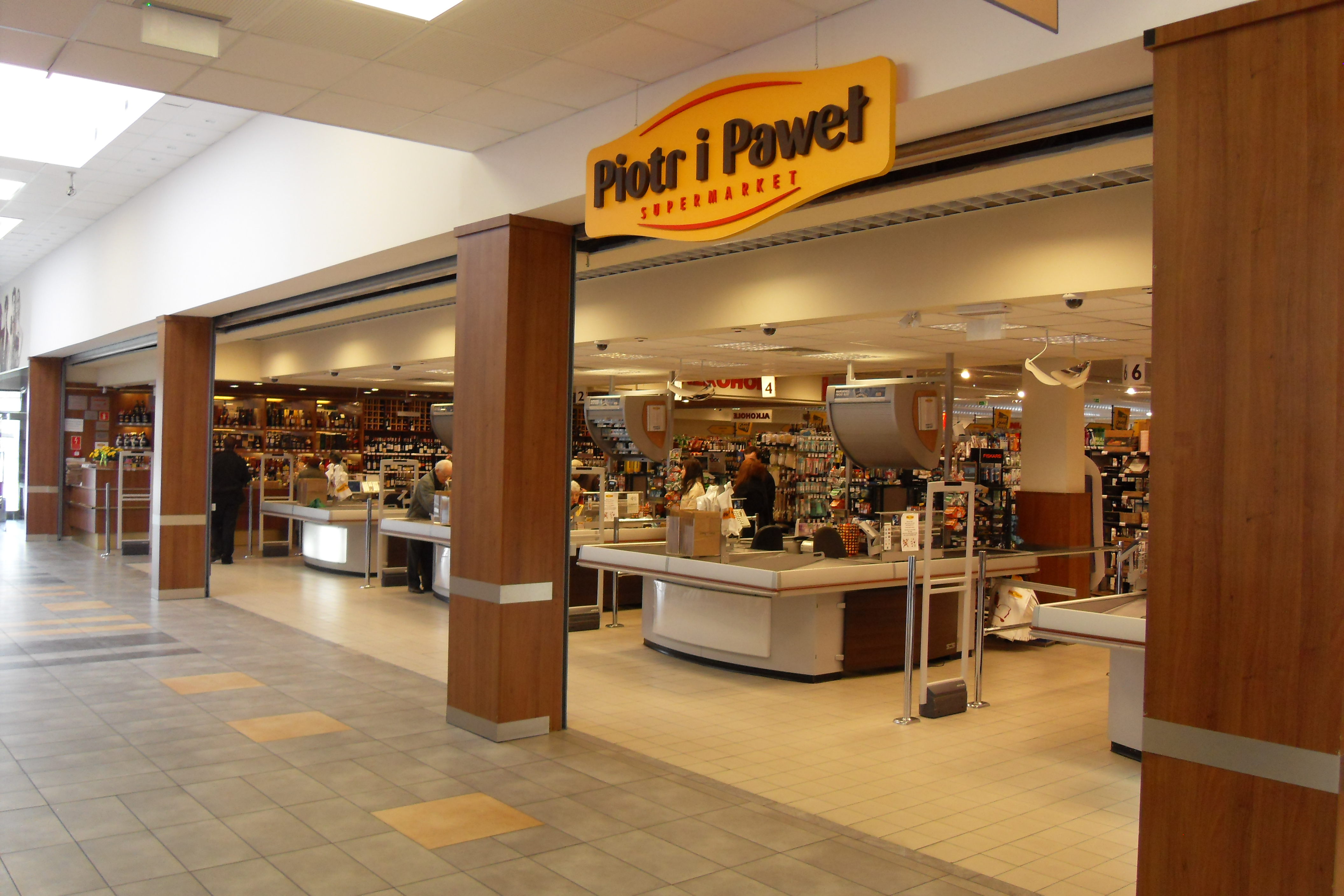
Piotr i Paweł-Filiale in Danzig, 2018

Im Oktober 1990 eröffnete in der Ul. Głogowska in Posen der erste Markt. Dieser konnte eine Fläche von 80 m² vorweisen. Mit der Eröffnung des Marktes in Piła im Jahr 2000 konnte man erstmals einen Franchise-Markt außerhalb Posens eröffnen. Ab 2003 bot das Unternehmen seine Produkte auch im Internet an. Ein Jahr zuvor konnte das erste Logistiklager in Betrieb genommen werden. Der Markteintritt nach Warschau erfolgte 2004. 2006 betrieb man 28 Filialen. Im April 2007 konnte man die Neueröffnung von Filialen in Toruń und Posen feiern. Dabei kam erstmals ein neues und das zuletzt genutzte Logo in Einsatz. Zeitgleich wurden über 30 Standorte betrieben, davon waren 15 von Franchisern betrieben worden. Das Geschäftsjahr 2007 konnte mit einem Umsatz von 980 Millionen Złoty sowie 39 Filialen abgeschlossen werden. Ein Jahr später überstieg der Umsatz erstmals 1 Milliarde Złoty.
Gemeinsam mit Shell startete man im Oktober 2008 eine Testphase zur Einrichtung von Tankstellenshops unter dem Piotr i Paweł-Banner an drei Shell-Stationen in Posen, Swarzędz und Warschau. Die Testphase der Piotr i Paweł express getauften Shops wurde im Januar 2010 beendet. Nach der Insolvenz der Feinkost-Supermarktkette Bomi wechselten im November 2013 zwei Franchiser aus Danzig und Gydnia zu Piotr i Paweł. Die übernommene Filiale in Gydnia eröffnete am 30. November 2013 und markierte den Meilenstein der landesweit 100. Piotr i Paweł-Filiale. Mit rund 18.000 Artikeln im Sortiment, an 134 Standorten in über 60 Standorten landesweit konnte das Jahr 2015 abgeschlossen werden. Ebenfalls 2015 startete ein Test für ein Kleinflächen-Konzept, das unter dem Namen Piotr i Paweł Market umgesetzt wurde. Im Sommer 2016 zog der Sitz des Unternehmens innerhalb Posens um. An jenem neuen Standort beschäftigte Piotr i Paweł rund 200 Mitarbeiter. Der Jahresumsatz für 2016 belief sich auf 2,233 Milliarden Złoty, es wurden 142 Märkte betrieben.
Zum Jahreswechsel 2016/2017 konnten mittels Mietverträgen Flächen von vier in Breslau, Gydnia und Warschau befindlichen Standorten der insolventen Feinkost-Supermarktkette Alma übernommen werden. Ebenfalls Ende 2016 brachte man eine eigene App auf den Markt, über die App Skanuj i Kupuj hatten registrierte Nutzer die Möglichkeit bereits im Laden Artikel zu scannen, um den Bezahlvorgang an einer separaten Kasse zu verkürzen. Anfang 2017 startete man ein zweites Tankstellenshops-Projekt, dieses Mal in Kooperation mit BP. Die drei Shops waren in Krakau, Posen und Warschau zu finden und flaggten als Piotr i Paweł po drodze (dt.: Piotr i Paweł auf dem Weg). Im Oktober 2018 kaufte die südafrikanische Spar 80 % der Anteile für einen symbolischen Euro. Vorausgegangen waren ab Herbst 2017 finanzielle Schwierigkeiten und die Suche nach einem Investor für das Unternehmen. Die Kooperation mit BP wurde Ende Dezember 2018 beendet, die Tankstellenshops auf BP-eigene Shops umgeflaggt.
Am 18. Juli 2019 stimmte die polnische Kartellbehörde UOKiK dem Kauf zu, am 2. Oktober 2019 konnte der Eigentumsübertragung der Gruppe auf die Spar abgeschlossen werden. Ein zuvor laufendes Sanierungsverfahren des Unternehmens wurde in diesem Zuge im August 2019 eingestellt. Im Oktober 2019 betrieb man noch 67 Filialen, nachdem man ein Jahr zuvor noch 141 Standorte betrieb. Zuvor wurden bereits unrentable Filialen geschlossen. Andere gingen an Mitbewerber, wie Biedronka. Nach der Übernahme durch die Spar begann die Umflaggung der Standorte auf die Vertriebslinien Spar oder Eurospar. Als erster Markt wurde dabei die Filiale im Warschauer Einkaufszentrum Blue City auf Eurospar umgeflaggt und am 18. November 2019 neueröffnet. Ende Juni 2020 waren 21 Filialen bereits auf die Spar-Vertriebslinien umgeflaggt. Mit der Neueröffnung des Eurospar-Markts im Warschauer Einkaufszentrum Klif am 13. Oktober 2021 konnte die Umflaggung von Piotr i Paweł abgeschlossen werden. 56 der 66 von der Spar übernommenen Märkte wurden umgeflaggt, zehn liquidiert. Bereits bis Mai 2021 konnten die Unternehmen der Piotr i Paweł-Gruppe ihre mit Gläubigern vereinbarten Verbindlichkeiten gegenüber Auftragnehmern und Finanzgläubigern zurückzahlen.

## Name und Logo
Der Name des Unternehmens leitete sich zum einen von den Vornamen der Gründer Piotr und Paweł Woś ab. Zum anderen handelt es sich bei Piotr und Paweł um die Schutzheiligen der Stadt Posen, in denen der erste Markt eröffnet wurde und das Unternehmen seinen Sitz hatte.

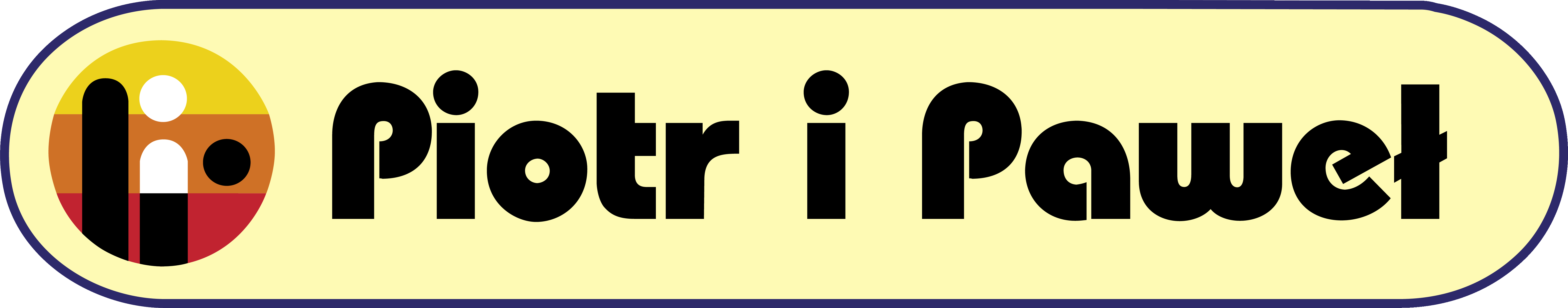
Logo bis 2007
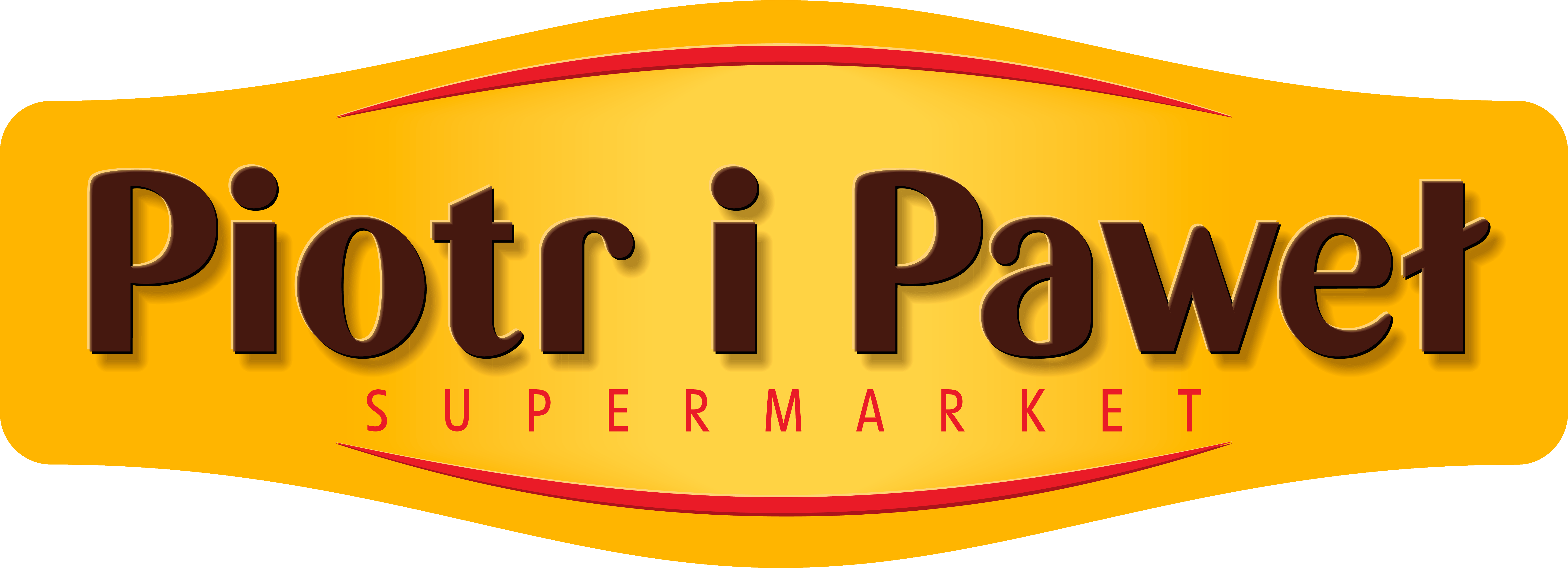
Logo bis 2021

## Handelsmarken
Piotr i Paweł führte ab August 2010 eine gleichnamige Handelsmarke. Bis Februar 2012 konnte das Sortiment der Marke auf über 100 Produkte wachsen, bis Januar 2014 auf über 600 Produkte. Im Juni 2013 wurde die Entwicklung einer gemeinsamen Eigenmarke von Piotr i Paweł und Bać-Pol bekannt. Die auf Lubię lautende Preiseinstiegsmarke wurde ab November 2013 in den Märkten von Piotr i Paweł, Spar sowie später auch Topaz geführt und umfasste im März 2014 fast 50 Artikel. Im März 2018 wurden die Rechte an der Preiseinstiegsmarke an Bać-Pol übertragen, die gemeinsam gegründete Projektgesellschaft aufgelöst.